# Beijing Electron Positron Collider

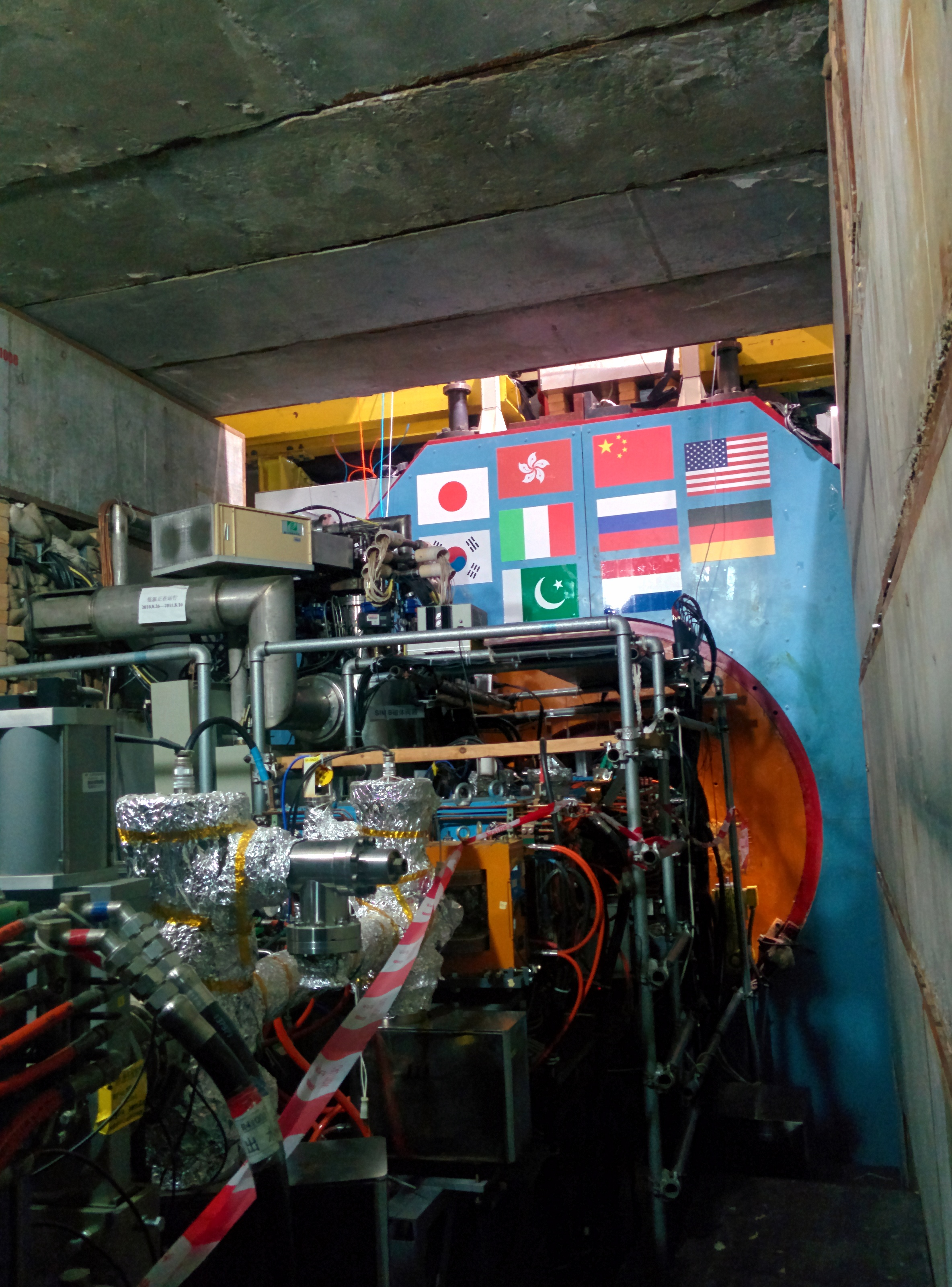
BEPC

Der Beijing Electron Positron Collider (chinesisch 北京正负电子对撞机, BEPC, seit 2005 BEPC-II) ist ein Teilchenbeschleuniger-Komplex des Instituts für Hochenergiephysik der Chinesischen Akademie der Wissenschaften im Stadtbezirk Shijingshan von Peking. Der von 1988 bis 2005 betriebene BEPC war ein Speicherring mit 240 m Umfang, für die gleichzeitige Beschleunigung von Elektronen und Positronen und deren Kollision mit Schwerpunktsenergien von bis zu 2×2,5 GeV. Zwischen 2004 und 2005 wurde er in den Nachfolger BEPC-II umgebaut, der zwei getrennte Speicherringe für Elektronen und Positronen mit 238 m Umfang besitzt. Er ist für Schwerpunktsenergien von 2×1,89 GeV am Kollisionspunkt optimiert, wo sich das BES-III-Experiment befindet (Beijing Spectrometer). Der Detektor wurde in seiner dritten Ausbaustufe (daher BES-III) 2008 am Kollisionspunkt installiert, wo mit dem BEPC-II eine 100-fach höhere Luminosität als mit den Vorgängerexperimenten erreicht werden soll; angestrebt sind 1033 cm−2 s−1.
Neben Experimenten der Teilchen- und Kernphysik am Beijing Spectrometer, wird der BEPC-II – wie auch sein Vorgänger – zusätzlich gezielt zur Erzeugung von Synchrotronstrahlung für die Material- und Biowissenschaften benutzt. Dazu sind 14 vom Speicherring abgehende Strahllinien (beam line) installiert, die Experimente in drei Experimentierhallen der Beijing Synchrotron Radiation Facility (BSRF) versorgen.